# NQS Calle 75 - Zona M (estación)
La estación sencilla NQS Calle 75 - Zona M, hace parte del sistema de transporte masivo de Bogotá llamado TransMilenio inaugurado en el año 2000.

## Ubicación
La estación está ubicada en el sector del norte de la ciudad, específicamente sobre la avenida Avenida Norte-Quito-Sur entre calles 74A y 76. A la estación se accede a través de un puente peatonal ubicado sobre la Calle 76. Su taquilla está elevada, debido al cruce con la línea férrea del Tren de Cercanías de la Sabana de Bogotá.
Atiende la demanda de los barrios Doce de Octubre, Once de Noviembre, Jorge Eliécer Gaitán y sus alrededores.
En las cercanías están los colegios Rafael Bernal Jiménez y Juan Francisco Berreo y los Parques Santa Mónica Oriental y Doce de Octubre.

## Origen del nombre
La estación se llamó «NQS - Calle 75» por la Avenida NQS, donde está ubicada, y de la vía ubicada una cuadra al sur del acceso, la Calle 75, sin embargo, en el marco del plan que tiene la empresa TransMilenio para buscar aliados comerciales, al nombre de la estación se le añadió el texto «Zona M» dada la cercanía de la zona de venta de muebles del barrio.

## Historia
En el año 2005, al ser puesta en funcionamiento la segunda troncal de la fase 2 del sistema, la troncal NQS, fue puesta en funcionamiento esta estación.
Esta estación tomó importancia luego de la apertura del intercambiador que conecta las líneas de la NQS, la Calle 80 y la Avenida Suba, ya que se pueden efectuar los trasbordos necesarios para cambiar de destino entre estas tres troncales del sistema.

## Servicios de la estación

### Servicios troncales
| Ruta fácil                          | 4           | 4           |     |     |     |
| Expresos todos los días todo el día | B12 C25 D22 | G12 G22 L25 | F32 |     |     |
| Rutas que finalizan recorrido       |             |             |     |     |     |
| Expresos todos los días todo el día | E32         | E32         | E32 | E32 | E32 |

### Esquema
| ← Norte  |            |         |
| Calle 76 | 4C25D22    | B12E32  |
| Puente   | Vagón 2    | Vagón 1 |
| Puente   | Vía férrea |         |
| Puente   | Vagón 2    | Vagón 1 |
| Calle 76 | G12G22     | 4F32L25 |
| Sur →    |            |         |

### Servicios urbanos
Así mismo funcionan las siguientes rutas urbanas del SITP en los costados externos a la estación, circulando por los carriles de tráfico mixto sobre la Avenida NQS, con posibilidad de trasbordo usando la tarjeta TuLlave:
| Código | Sector                    | Dirección       | Rutas                                 |
| ------ | ------------------------- | --------------- | ------------------------------------- |
| 179A00 | A Estación NQS - Calle 75 | Av. NQS - CL 75 | A708B608B631B995 191 599 T11 T26 T163 |
| 080A04 | D Estación NQS - Calle 75 | Av. NQS - CL 76 | D995H608H631H708 191 599 T11 T26 T163 |

## Ubicación geográfica
| Noroeste: Barrios Unidos | Norte: C San Martín  | Nordeste: E La Castellana     |
| Oeste: Barrios Unidos    |                      | Este: A Calle 76 - San Felipe |
| Suroeste: Barrios Unidos | Sur: E Avenida Chile | Sureste: Barrios Unidos       |